# 加埃姆沙赫爾
加埃姆沙赫爾是伊朗的城市，位於該國北部厄爾布爾士山脈以北，距離首府薩里市20公里，由馬贊德蘭省負責管轄，面積740平方公里，海拔高度51米，2012年人口193,031。

## 外部連結
- Columbia Encyclopedia（页面存档备份，存于）